# Astronesthes galapagensis
Astronesthes galapagensis és una espècie de peix de la família dels estòmids i de l'ordre dels estomiformes.

## Morfologia
- Els mascles poden assolir 18,3 cm de longitud total.[3]

## Hàbitat
És un peix marí i d'aigües profundes que viu fins als 500 m de fondària.

## Distribució geogràfica
Es troba al sud-est del Pacífic.